# Glenrothes
Glenrothes (in gaelico scozzese Gleann Ràthais) è una città situata nel cuore del Fife in Scozia, a circa 48 km da Edimburgo e Dundee.
Glenrothes, capitale amministrativa del Fife, è sede del Fife Council e del Fife Constabulary, organi centrali del Fife. Ospita numerose aziende elettroniche indirizzate al computing, tanto da farla indicare come la Silicon Valley della Scozia.
Glenrothes è la terza più grande città del Fife con una popolazione di 38.679 abitanti, al censimento del 2001, mentre la sua conurbazione, che contiene anche Leslie, Markinch e Thornton ha una popolazione di 47.359 abitanti.
Sotto l'aspetto paesaggistico Glenrothes gode di numerosi parchi particolarmente curati che le hanno consentito di aggiudicarsi dei premi nelle gare paesaggistiche Beautiful Scotland e Britain in Bloom.